# Stadio Santa Maria Goretti
Lo stadio Santa Maria Goretti è un impianto sportivo di Catania.
Casa dello Sporting Club Zagara 1 Rugby per quasi trent'anni e principalmente dedicato alle discipline del rugby e del football americano, attualmente ospita le gare interne dell'Amatori Catania Rugby e degli Elephants Catania.
Lo stadio ha una capienza di circa 6 000 posti a sedere, la maggior parte dei quali nella tribuna coperta. Il terreno di gioco è in erba naturale.

## Storia

La tribuna del Campo Santa Maria Goretti di Catania durante la partita della Nazionale italiana di rugby vinta per 12-10 sulla Nazionale sovietica, il 22 maggio 1983.

Negli anni 1970 e novanta ospita sporadicamente alcuni incontri e test match internazionali della Nazionale italiana di rugby e della Nazionale A, la seconda selezione nazionale.
Il 2 aprile 1977 venne giocato l'incontro con la Polonia di Coppa FIRA; l'Italia si impose per 29-3.
Il 22 maggio 1983 vi si gioca la partita Italia-URSS 12-10, valida per la Coppa Europa, davanti a seimila spettatori: è l'inaugurazione ufficiale del nuovo campo.
Il 1º ottobre 1994 la partita contro Romania valida per la qualificazione alla Coppa del Mondo 1995 e terminata 24-6 per gli azzurri grazie ai calci piazzati di Diego Domínguez.
Negli anni successivi, fu la sede di due incontri no cap tra Italia A, Nuova Zelanda XV e Australia XV, di fatto Wallabies e All Blacks in tour in Europa nel mese di ottobre. I match terminarono rispettivamente coi punteggi di 21-51 e 19-55.
Il 18 luglio 1998 vi si giocò il Super Bowl Italiano XVIII, vinto dai Lions Bergamo sui Frogs Legnano per 29 a 28.
Dal 1978 al 2006, è stata la sede degli incontri casalinghi dello Sporting Club Zagara 1 Rugby, squadra catanese che militò in serie A2 negli anni novanta.
Più recentemente, è divenuto il terreno di gioco dell'Amatori Catania e degli Elephants Catania, rispettivamente le principali realtà cittadine di rugby e football americano.
Nel 2014 è stato intitolato a uno dei pionieri del rugby catanese, Benito Paolone: fondatore, allenatore e dirigente del club Amatori Catania.
Dagli anni duemiladieci l'impianto versa in una parziale condizione di degrado ed abbandono, nonostante le società continuino ad affittare il campo al Comune di Catania per disputare le gare interne dei rispettivi impegni sportivi.

## Incontri di rilievo

### Rugby
| Arbitro: | Rigole |

|                      |      |        |
| Ghizzoni (3) Mariani | mt   |        |
| (2) Ponzi            | tr   |        |
| (3) Ponzi            | c.p. | Calcio |

| Arbitro: | Efraím Sklar |

|                                                    |      |                   |
| Domínguez 7’, 10’, 17’, 34’, 39’, 72’, 76’, 80'+1’ | c.p. | 1’, 19’ Nichitean |

| Arbitro: | Claudio Giacomel |

|                   |      |                                             |
| Castellani Favaro | mt   | Blackadder (2) Bunce Ieremia Osborne Wilson |
| Filizzola         | tr   | Mehrtens Wilson (2)                         |
| (2) Filizzola     | c.p. | Mehrtens (5)                                |
| Filizzola         | drop |                                             |

| Arbitro: | Thomas |

|                         |      |                                                                                      |
| Roselli 63’             | mt   | 7’ Payne 14’ Tombs 18’ Roff 23’ Little 27’ Connors 68’ Kefu 70’ Robinson 72’ Larkham |
| Mazzariol 63’           | tr   | 7’, 23’, 27’, 68’, 70’, 72’ Wallace                                                  |
| Mazzariol 11’, 32’, 39’ | c.p. | 61’ Wallace                                                                          |
| Mazzariol 59’           | drop |                                                                                      |

### Football americano
| Catania 18 luglio 1998 Super Bowl italiano XVIII | Frogs Legnano | 28 – 29 (6-8 8-6 8-8 6-7) | Lions Bergamo | Stadio Santa Maria Goretti (3000 spett.) |